# 韋勒鎮區 (伊利諾伊州亨利縣)
韋勒鎮區（英語：Weller Township）是位於美國伊利諾伊州亨利縣的一個行政鎮區。

## 地方資料
根據2010年美國人口普查的數據，韋勒鎮區的面積為89.00平方千米，當中陸地面積為88.97平方千米，而水域面積為0.03平方千米。當地共有人口413人，而人口密度為每平方千米4.64人。